# Serrat de Moró
El Serrat de Moró és una serra que té la seva part baixa, al sud-oest, a la Tosca, de 938,8 m. alt., damunt del Congost d'Erinyà, en terme de Senterada, des d'on va ascendint cap al nord-est, entrant en el terme de la Pobla de Segur, on culmina en el Roc de Sant Aventí, a 1.479,8 metres sobre el nivell del mar. Aproximadament a la meitat del seu recorregut, a 1.255 m. alt., hi ha el dolmen anomenat la Cabana del Moro.